# 1970年3月7日の日食

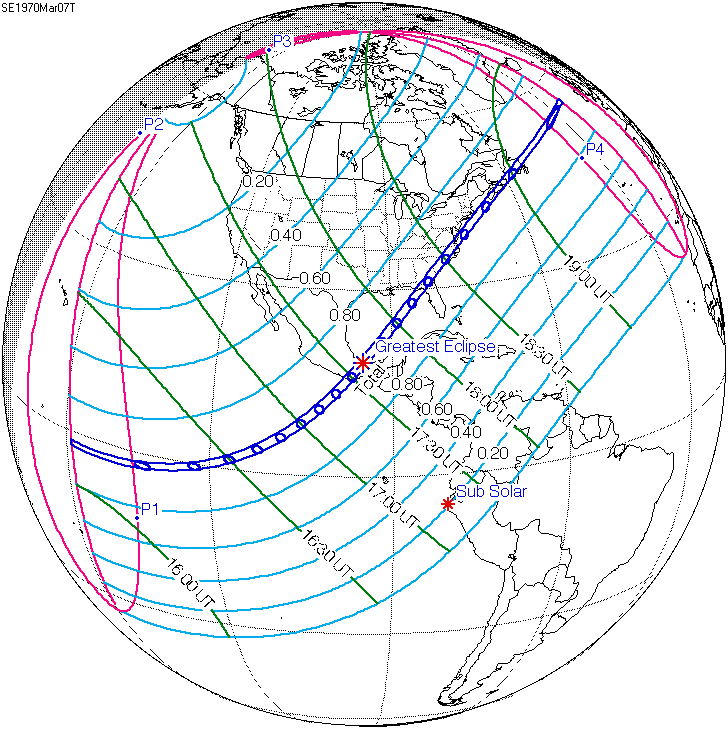

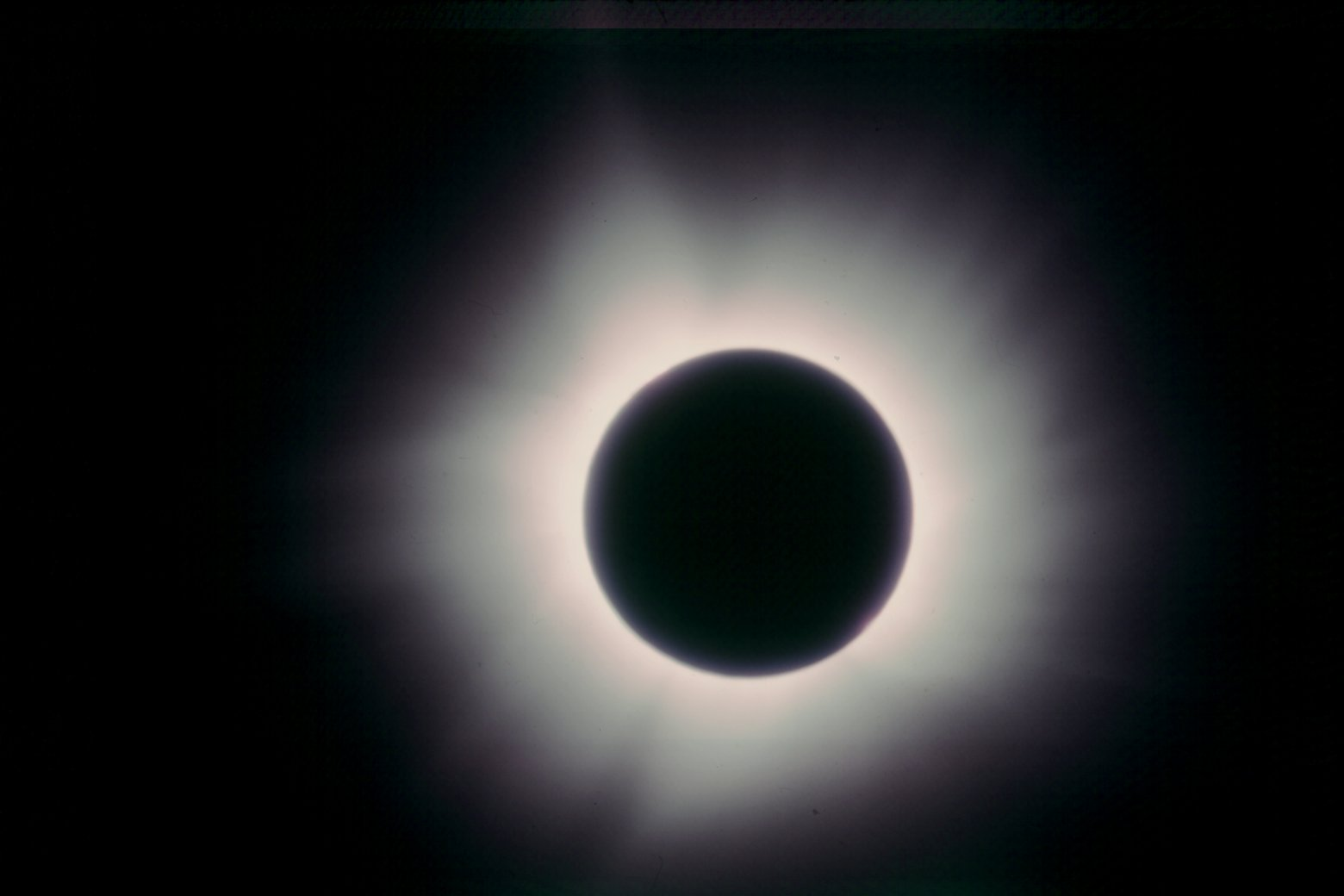
アメリカ合衆国ノースカロライナ州ウィリアムストン (ノースカロライナ州)の皆既日食

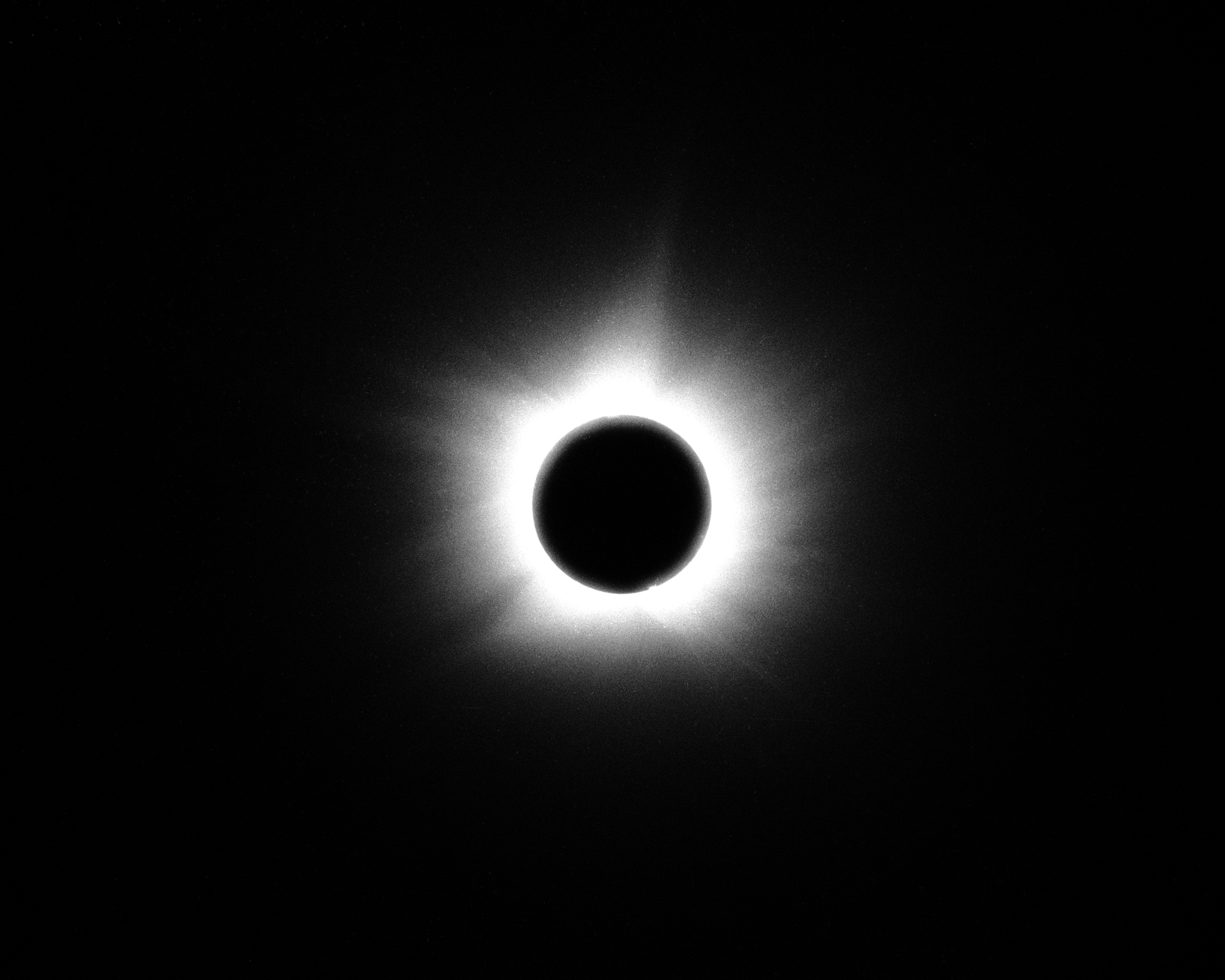
アメリカ合衆国バージニア州バージニアビーチの皆既日食

1970年3月7日の日食は、1970年3月7日に観測された日食である。メキシコ、アメリカ、カナダ、フランス領サンピエール島・ミクロン島で皆既日食が観測され、北アメリカのほとんどと周辺の一部で部分日食が観測された。

## 通過した地域
皆既帯が通過した、皆既日食が見えた地域はメキシコ南東部、アメリカの東海岸のフロリダ州北部からマサチューセッツ州南東端まで、カナダ南東部のノバスコシア州南東部とニューファンドランド島南東部、フランス領サンピエール島・ミクロン島に属するミクロン・ラングラド島北部だった。皆既食の最大はメキシコベラクルス州のパハパン市の南部郊外にあった。
また、皆既日食が見えなくても、部分日食が見えた地域は北アメリカのほとんど（アメリカアラスカ州中西部とグリーンランド北東部を除く）、南アメリカ北西部、ポリネシア中北部、アイスランド、アイルランド西部の約半分、イベリア半島極西端、アゾレス諸島、マデイラ諸島、カナリア諸島だった。

月の影が地球上に移動した状況（1フレームは3分間の示す）

## スイス
スイス連邦天文台は観測隊をメキシコのネハパ（Nejapa）とミアワトラン（Miahuatlán）の2か所に派遣した。どちらも良い天気に恵まれ、特にミアワトランは標高1620メートルで大気品質が良く、日食の時太陽の仰俯角が63°で、極めて良い観測条件を持っていた。観測隊はコロナの写真を撮り、偏光鏡で分析した。また、アメリカマサチューセッツ州のハーバードに約0.954の食分の部分日食が観測され、オーストリア系アメリカ物理学者のアーウィン・サクスルとアメリカ人物理学者のミルドレッド・アレンは現地でねじり振り子の動きが突然変化したことを発見した。「サクスル効果」と命名された。

## 逸話
アメリカCBSニュースはこの皆既日食に特別報道番組を放送し、中国の古文書に記載された仲康日食 も言及した。
アメリカの歌手カーリー・サイモンが1972年12月に発表した曲「うつろな愛」に「そしてあなたはリアジェットを飛ばしてノバスコシア州へ皆既日食を見に行った」（Then you flew your Learjet up to Nova Scotia to see the total eclipse of the sun）という歌詞がある。作詞の1971年の後、1972年7月10日にも皆既日食があり、しかも1970のと同様に皆既帯がカナダのノバスコシア州を通過した。